# Dorfkirche Günterberg

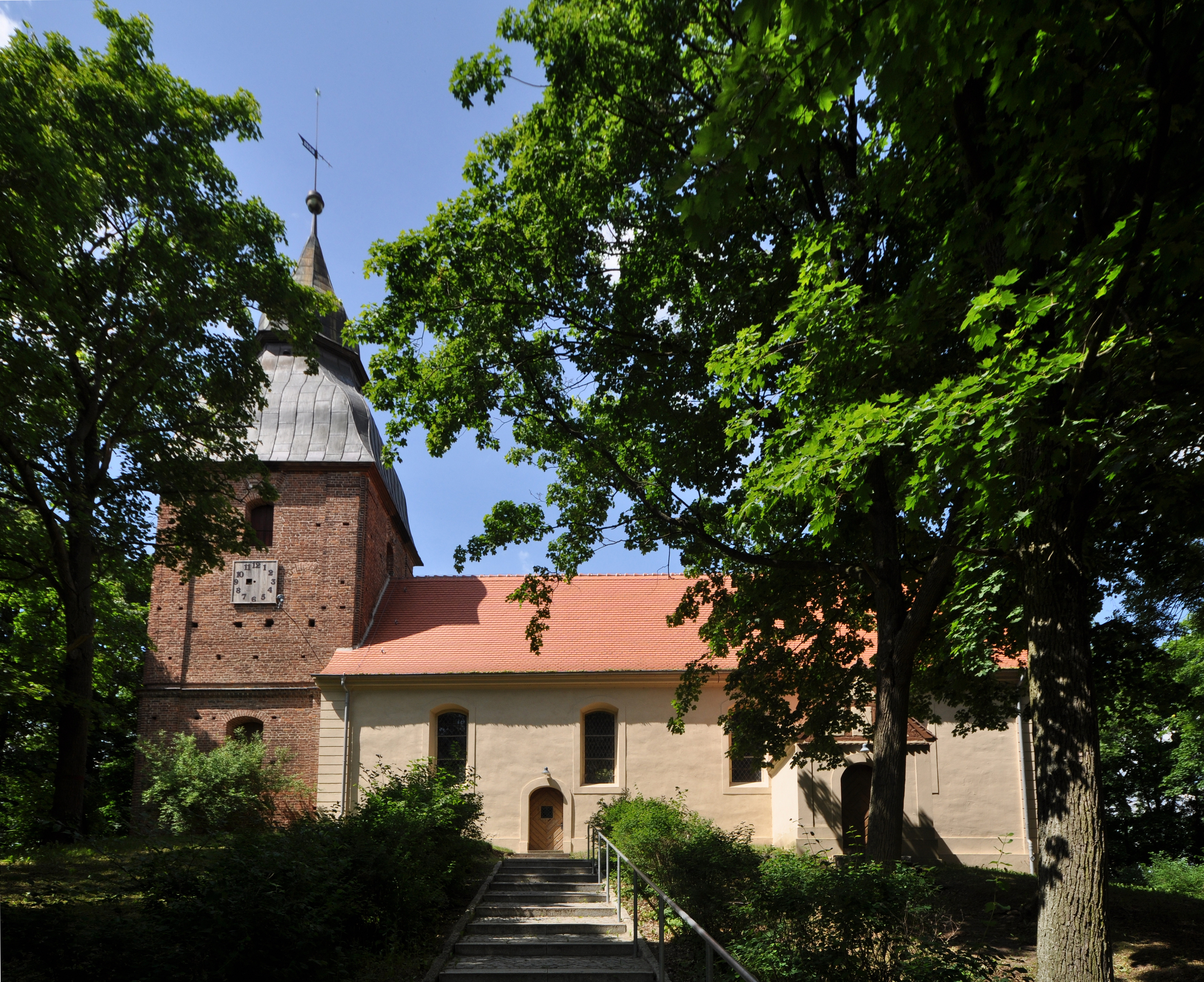
Dorfkirche Günterberg

Die evangelische Dorfkirche Günterberg steht in Günterberg, einem Ortsteil der Stadt Angermünde im brandenburgischen Landkreis Uckermark. Sie gehört zur Kirchengemeinde Greiffenberg im Pfarrsprengel Angermünde des Kirchenkreises Uckermark der Evangelischen Kirche Berlin-Brandenburg-schlesische Oberlausitz. Das denkmalgeschützte Kirchengebäude steht im Ortskern von Günterberg, auf einer Anhöhe westlich der Straße Dorfmitte, der Hauptstraße des Ortsteils.
Günterberg war im Mittelalter Teil des Bistums Cammin und wurde erstmals 1375 als Kirchdorf erwähnt. Die Kirche war ursprünglich vermutlich eine Mutterkirche, wurde jedoch wahrscheinlich nach der Reformation, spätestens jedoch im 17. Jahrhundert, zur Tochterkirche von Greiffenberg. Das Patronat wurde von den Stadtherren bzw. Gutsbesitzern von Greiffenberg übernommen und lag zuletzt bis 1945 bei der Familie von Redern-Lynar.

## Baugeschichte
Die Saalkirche wurde 1722/23 unter Einbeziehung der Reste eines spätmittelalterlichen Vorgängerbaus neu errichtet. 1754 kam ein Westturm hinzu. 1833 erfolgten Instandsetzungsarbeiten. 1887 wurden farbige Fenster eingebaut. 1908 wurde der Kirchturm erneuert. Zwischen 1910 und 1912 sowie 1963 wurden Innenrenovierungen durchgeführt. 1990 und erneut 2004 wurde der Turm saniert. In den Jahren 2005/06 wurde das Schiff der Kirche innen und außen saniert. Im unteren Teil des Turms wurde eine weltliche Trauerhalle eingerichtet.

## Beschreibung
Es handelt sich um einen schlichten Putzbau mit rechteckigem Grundriss (22 × 9,5 Meter) und Satteldach, der deutlich von der Ost-West-Achse abweicht. Der eingezogene Westturm wurde nachträglich hinzugefügt. Die Umfassungswände des Schiffs bestehen aus Mischmauerwerk aus Ziegeln und Feldsteinen. Sie ruhen auf einem möglicherweise mittelalterlichen Feldsteinsockel, der im Norden und Osten sichtbar ist. 
Das Äußere ist sparsam gegliedert durch genutete Ecklisenen und ein profiliertes Traufgesims sowie je vier flachbogige Fenster mit Putzrahmungen an beiden Längsseiten und zwei Fenster an der Ostseite. Im schlichten Ostgiebel befinden sich zwei kleine Luken. Auf der Südseite, die zur Straße gerichtet ist, gibt es zwei flachbogige Eingänge. Vor dem östlichen Eingang befindet sich ein kleiner Anbau mit Satteldach und Fachwerkgiebel, der früher als Leichenhalle genutzt wurde. 
Der unverputzte Backsteinturm von 1754 steht auf einem quadratischen Grundriss. Er besitzt breite Ecklisenen und flachbogige, teils zugesetzte Öffnungen. Auf der Westseite gibt es ein schlichtes Portal mit geradem Sturz. Das Glockengeschoss ist durch ein umlaufendes Gesims vom Unterbau abgesetzt. An der Südseite wurde das hölzerne Zifferblatt erneuert, das Original – eine inzwischen seltene Ein-Zeiger-Uhr – wurde eingelagert. Der Turm hat einen markanten, zweigeteilten Schweifhelm mit Kupferblechdeckung, dessen Spitze von einer Turmkugel und einer Wetterfahne mit der Jahreszahl 1990 gekrönt wird. Die alte Wetterfahne von 1754 mit Inschrift ist verschollen.
Das Innere der Kirche wird durch eine Flachdecke überspannt, die mit einer Voute und einer umlaufenden Stuckleiste abgeschlossen ist. Der Boden besteht aus Ziegeln, die in einem Fischgrätmuster angeordnet sind. In den beiden östlichen Fenstern befinden sich Glasmalereien mit den Büsten der Apostel Petrus und Paulus in Medaillonform, die wahrscheinlich 1887 von der Werkstatt des Paul Gerhard Heinersdorff aus Berlin gefertigt wurden und 2005/06 restauriert wurden. Im Westen der Kirche befindet sich eine teilweise bauzeitliche Empore mit einer einfachen, kräftig strukturierten Brüstung und einem durchbrochenen Zierbrett, die von zwei bauchigen Säulen getragen wird. 
Der südliche Eingang ist mit einem inneren Türblatt mit schlangenförmigen Eisenbeschlägen, den Initialen A M und einem Kastenschloss versehen, wahrscheinlich aus dem frühen 18. Jahrhundert. Über dem Kirchenschiff befindet sich das kräftig dimensionierte Kehlbalkendach mit liegendem Stuhl aus dem Jahr 1722/23, während die Konstruktion des hölzernen Glockenstuhls von 1754 im Turm nur teilweise erhalten geblieben ist.

## Ausstattung
Der Kanzelaltar besteht aus einem möglicherweise mittelalterlichen, massiven Altarblock mit einer großen, durch eine Brettertür verschlossenen flachbogigen Nische auf der Rückseite. Darüber befindet sich eine Kombination aus einem Altaraufsatz der Renaissance, einer barocken Kanzel und zehn Figuren eines mittelalterlichen Altarretabels. Der Altaraufsatz entstand im ersten Viertel des 17. Jahrhunderts und hat einen dreiteiligen Säulenaufbau in zwei Zonen mit Pilastergliederung und seitlichen Voluten über einer Predella. Im Mittelfeld befindet sich die Kanzel, die wahrscheinlich um 1723 entstand. Die Altarfelder sind mit einzeln oder paarweise aufgestellten Schnitzfiguren (neun Apostel und ein Bischof) ausgestattet, die zum Teil mit Schleierwerk versehen sind. Diese Figuren wurden nach Mitte des 15. Jahrhunderts geschaffen, möglicherweise für einen Flügelaltar des Vorgängerbaus.
Die Taufe wurde 1596 hergestellt und stammt wahrscheinlich aus derselben Werkstatt wie die Taufe der Dorfkirche Greiffenberg. Es handelt sich um ein qualitativ hochwertiges Werk, das auf einer quadratischen Bodenplatte mit Inschriften eine ionische Säule zeigt, die von drei Putten in Atlantenpose mit dem Wappen der Reichsgrafen von Sparr umstellt ist. Darauf befindet sich das sechseckige Taufbecken mit Beschlagwerk und Hermenpilaster zwischen nachträglich bronzierten Relieffeldern, die biblische Szenen mit Bezug zur Taufe darstellen.
An der Nordwand befinden sich Schnitzfiguren aus der Zeit kurz nach Mitte des 15. Jahrhunderts. Sie zeigen die Madonna, flankiert von Petrus und Paulus, und waren ursprünglich Teil eines Retabels zusammen mit den Apostelfiguren des Kanzelaltars. An der Südwand befindet sich das Abendmahlsrelief aus der zugehörigen Predella, das 1963 neu gefasst wurde.
Das Ältestengestühl stammt aus dem ersten Viertel des 17. Jahrhunderts und verfügt über hohe Rückwände mit Arkadengliederung auf kannelierten Pilastern. Die Brüstungsfelder wurden später ergänzt und mit kräftigen Profilen zwischen gewundenen Pilastern versehen. 
Auf der Südseite befindet sich die Kanzel aus dem 17. Jahrhundert mit hölzernem Gitteraufsatz. Das Gemeindegestühl stammt aus dem Anfang des 18. Jahrhunderts und ist fast vollständig erhalten. Vor der Südwand liegt eine Sandsteinplatte als Grabstein für Pfarrer Cyriacus Kirchner, der im Jahr 1760 verstarb. Die erhabene Inschrift und die Schmuckornamente sind jedoch inzwischen stark verwittert.

### Orgel
Die Orgel wurde 1844 von Friedrich Leopold Morgenstern aus Guben gefertigt und hat einen dreiteiligen Prospekt mit Pilastergliederung. Sie steht gesondert unter Denkmalschutz. Die im Ersten Weltkrieg abgelieferten Prospektpfeifen wurden 1927 von Karl Gerbig aus Eberswalde ersetzt und die Orgel nach Beschädigungen im Jahr 1945 schließlich 1946 von ihm repariert und umdisponiert. 2020 wurde die Orgel durch die Eberswalder Orgelbauwerkstatt abgebaut und anschließend gereinigt und repariert. Die Arbeiten fanden im September 2020 ihren Abschluss. Zum Tag des offenen Denkmals am 13. September 2020 erklang die instandgesetzte Morgenstern-Orgel erstmals nach der Reparatur wieder öffentlich und wurde damit eingeweiht. Die Disposition lautet:
| I Manual C–d3 |            |       |
| 1.            | Gedackt    | 8′    |
| 2.            | Principal  | 4′    |
| 3.            | Rohrflöte  | 4′    |
| 4.            | Nasard     | 2 ⁄3′ |
| 5.            | Octave     | 2′    |
| 6.            | Mixtur III |       |

| Pedal C–c1 |            |     |
| 7.         | Subbass    | 16′ |
| 8.         | Choralbass | 4′  |

- Calcantenruf, Evacuant

### Glocken
Die spätmittelalterliche Glocke hat einen Durchmesser von 101 Zentimetern und eine Minuskelinschrift. Eine weitere Glocke wurde einer Inschrift zufolge 1597 (anderen Quellen nach 1557) von Andreas Brüggemann aus Stettin gegossen. Sie besteht aus Bronze, hat einen Durchmesser von 64 Zentimetern und ist mit mehreren Inschriftenreihen sowie zwei Reliefdarstellungen versehen. Beide Glocken stehen gesondert unter Denkmalschutz.